# Andy Kawa
Andy Kawa, também conhecida como Andisiwe, é uma ativista sul-africana. Ela foi estuprada brutalmente por várias horas na praia de Gqeberha, no estado de Cabo Oriental, na África do Sul. Lutou 12 anos para punir a polícia pela negligência nas buscas por ela e na posterior investigação para encontrar os cultpados. Por seu ativismo por um sistema policial sul-africano que cumpra seus deveres em casos de violência de gênero ela foi nomeada uma das 100 mulheres mais inspiradoras do mundo pela BBC nos anos de 2013 e 2014.

## Vida pessoal e profissional

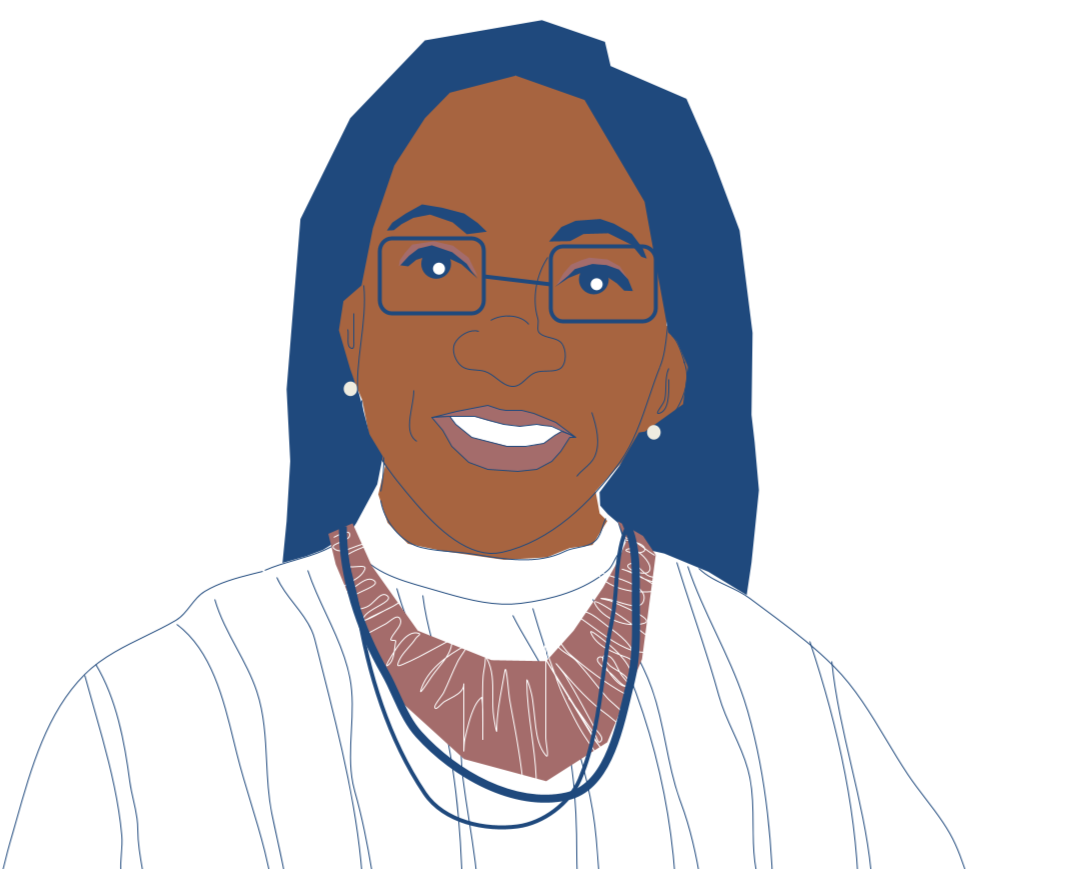

Andy Kawa mora em Joanesburgo, capital da África do Sul, com seus dois cachorros, George e Sasha. Ela tem uma filha chamada Celi, formada em Direito.
Ela possui bacharelado em Matemática Aplicada pela University of Transkei, MA pela Columbia University e MBA em Finanças pela Wharton School of Business. Ela é membro ativo da Africa Leadership Initiative e da Aspen Global Leadership Network.
Andy Kawa atuou como executiva nos EUA, Reino Unido e na África do Sul por mais de 20 anos, nos setores industrial, de mineração e de serviços financeiros; e atuou como empresária por outros 15 anos. Ela fundou e é a presidente da Kwanele-Enuf Foundation, que atua na busca por transformar o sistema policial sul-africano para que ele passe a cumprir com seus deveres constitucionais em relação aos casos relatados de violência de gênero, incluindo a investigação completa.
A forma como ela lidou com o imenso trauma que sofreu e direcionou sua raiva para tentar mudar o sistema e não contra si mesma demonstra sua força de espírito.
| “ | O ativismo de Andy ocorreu em meio ao transtorno de estresse pós-traumático (TEPT) e à depressão debilitante. “O chão se abriu diante dos meus olhos e eu era como um vegetal: minha filha se tornou minha cuidadora. A única coisa que me tirou da cama nesse momento foi a necessidade de obter uma restituição e a percepção de que a polícia nunca mudaria até que algo fosse feito". Agora que ela conhecia as estatísticas e estava vivendo as consequências do descaso da polícia, “eu sabia que não poderia viver comigo mesma se não fizesse nada, e as vítimas continuaram a sofrer dessa maneira”. | ” |

Em 2020, ela publicou um livro de memórias, onde documenta a experiência do sequestro seguido de estupro coletivo e as consequências para sua vida. O livro se chama "Kwanele, Basta! Minha batalha com o SAPS para obter Justiça para as Mulheres".

## O sequestro e o estupro
No dia 9 de dezembro de 2010, Andy Kawa estava em Porto Elizabeth (hoje chamada Gqeberha) em um final de tarde. Ela estacionou seu carro ao lado de uma van da polícia, em frente a uma câmera de segurança (CCTV - closed-circuit television, ou circuito fechado de televisão, em tradução livre). Caminhou pela areia sem sapatos, apenas com a chave do carro e o celular na mão, lembrando de quando ia tomar banho de mar com o pai e os irmão. Era o dia mais feliz de sua vida: havia assinado os papeis de uma oferta para comprar uma casa perto da praia para sua mãe. E em 3 horas, ela estaria embarcando no avião para voltar a Johanesburgo. Sua filha Celi tinha completado seu Master em direito em Oxford, em breve estaria voltando para a África do Sul e no ano novo estaria vai assumindo um cargo no Tribunal Constitucional.
Enquanto ela estava com os pés na água do mar, absorta em seus pensamentos, ele se aproximou pela esquerda:
| “                                                   | na cabeça, chapéu de palha feminino rosa e branco e uma toalha no pescoço. Algo sobre seus esforços para parecer 'praiano' não soa verdadeiro. Conforme ele se aproxima, vejo seus olhos e sinto o perigo. Eu me viro para longe dele, acelerando o passo. Quando me viro, ele também o faz, fingindo voltar de onde veio. Segundos depois, ele está atrás de mim. ‘Não grite. Se você fizer barulho, eu mato você.' Ele arranca um anel que é precioso para mim do meu dedo e o coloca no bolso, depois pega meus óculos escuros e as chaves do carro. Meu telefone ele joga no mar. Estou cheia de uma sensação de pavor. Isso não é um roubo. Algo terrível está prestes a acontecer. | ” |
| — Andy Kawa, Trecho de seu livro "Kwanele, Enough!" | |   |

Ele portava uma faca, a levou para os arbustos próximos às dunas, onde a vendou e a estuprou brutalmente por quase 15 horas junto com outros quatro homens. Ela só conseguiu escapar pela manhã e pediu ajuda a pessoas que estavam correndo na praia.

## A inação da polícia
Quando ela não compareceu para o voo, no dia anterior, amigos e familiares registraram o desaparecimento. Seu carro foi encontrado arrombado e esvaziado de bens. A polícia enviou patrulhas a pé e com cães farejadores e solicitou um helicóptero para a busca. Não conseguiram encontrá-la.
Mas a polícia:
- NÃO vasculhou toda a área (as buscas pararam sem encontrar a vítima; enquanto isso, ela era mantida em cativeiro nas proximidades e brutalmente estuprada por cinco homens),
- NÃO coletou evidências físicas imediatamente, quando ela conseguiu escapar e denunciou o estupro para a polícia,
- NÃO buscou vídeos de vigilância que pudessem conter evidências,
- NÃO entrevistou potenciais testemunhas,
- NÃO entrevistou potenciais suspeitos,
- NÃO tentou encontrar e punir os responsáveis.

Andy Kawa passou anos pressionando a polícia para que os crimes contra ela fossem investigados, mas foi ignorada. Então ela entrou com um processo contra a polícia para responsabilizá-la por suas falhas e negligência, que lhe causaram “graves traumas psicológicos e psiquiátricos”.

## O processo jurídico
A corte suprema considerou que a polícia foi responsável por 40% dos danos a Andy Kawa e ordenou a indenização da vítima.
O ministro entrou com recurso e o Supremo Tribunal de Recurso anulou a decisão, indicando que as evidências e a alegação de Kawa não sustentavam a condenação da polícia por negligência, ilicitude e causalidade.
Então, entendendo que seu caso está relacionado a questões constitucionais importantes, Kawa recorreu ao Tribunal Constitucional. O Centro de Estudos Jurídicos Aplicados foi o defensor da vítima e argumentou que cuidar das vítimas é dever constitucional da polícia, especialmente em casos de crimes sexuais / violência de gênero. A principal alegação foi a de que a não-realização de busca completa por Andy Kawa na noite em que desapareceu foi uma falha grave da polícia.
Depois de 12 anos de luta legal, no dia 5 de abril de 2022, a juíza Sarah Sephton, do Tribunal Constitucional, deu provimento ao recurso de Andy Kawa e concluiu que o SAPS (South African Police Service ou Serviço de Polícia da África do Sul) local foi "grosseiramente negligente" e atuou de forma errada. O Tribunal entendeu que as buscas, os esforços para encontrá-la e a investigação posterior poderiam ter ido além se a polícia tivesse cumprido com seu dever constitucional e realizado seu trabalho com a diligência devida. O Tribunal Constitucional considerou ainda que a não-atuação da polícia contribuiu para os danos sofridos pela vítima.
O Tribunal Constitucional considerou que o policial interrompeu a busca com cães sem razão justificável e sem barreiras que pudessem tê-lo impedido de ir mais longe (se tivessem andado mais 30m, provavelmente, o cachorro teria farejado a presença da vítima). Além disso, se uma busca diligente tivesse sido realizada, ela teria sido encontrada mais cedo e teria sido poupada de horas de estupro coletivo. Esse caso, segundo o Tribunal Constitucional, demonstra como as mulheres sul-africanas não desfrutam sequer das liberdades mais básicas, como a de ir e vir em segurança.

## Reconhecimentos
2007 - vice-campeã como 'Top Executive Management Committee Member' nos prêmios TOPCO.
2010 - uma das 20 empresárias da África do Sul selecionadas para participar do 'The Chosen', MTN Business Leading CEO Council.
2013 e 2014 - nomeada uma das 100 Mulheres mais inspiradoras do mundo pela BBC na lista de 100 Mulheres.